# Southampton Airport
Southampton Airport (IATA: SOU, ICAO: EGHI) är en internationell flygplats i grevskapet Hampshire, England. Den ligger cirka 6,5 km nordost om Southampton.